# Leon Bätge
Leon Bätge (* 9. Juli 1997 in Wolfsburg) ist ein deutscher Fußballtorwart. 

## Karriere
Nach seinen Anfängen in der Jugend des TSV Adler Jahrstedt, des FC Brome und des VfL Wolfsburg wechselte Bätge im Sommer 2015 in die Jugendabteilung von Eintracht Frankfurt. Die A-Jugend führte er als Stammkeeper auch zeitweise als Mannschaftskapitän an. Nach dem Ende seiner Ausbildungszeit rückte Bätge in den Bundesligakader auf, kam jedoch zu keinem Einsatz. Im Mai 2018 gewann er mit der Eintracht nach einem Finalsieg über den FC Bayern den DFB-Pokal.
Im Sommer 2018 wechselte der Torwart zum Drittligisten Würzburger Kickers, wo er einen Zweijahresvertrag unterschrieb. Am 25. September 2018, dem 9. Spieltag, stand Bätge beim 2:1-Heimsieg gegen den SV Meppen in der Startformation und kam zu seinem Profidebüt. Im Wechsel mit Patrick Drewes absolvierte er 14 Ligaspiele sowie vier Partien im Landespokal, den der Torhüter mit den Kickers gewann. In der folgenden Saison 2019/20 erhielten die Neuzugänge Eric Verstappen und Vincent Müller den Vorzug im Tor, weshalb Bätge seinen im Frühjahr 2020 auslaufenden Vertrag nicht mehr verlängerte.
Im Sommer 2020 wechselte er zur VSG Altglienicke in die Regionalliga Nordost. Dort wurde er Stammtorhüter und gewann im August 2020 mit der Mannschaft den Berliner Landespokal. Im August 2022 gelang ihm in der Partie gegen den SV Babelsberg 03 in der Nachspielzeit ein Torerfolg zum 2:2-Endstand. Später im Laufe der Saison 2022/23 gelang ihm mit der Mannschaft mit sieben Siegen ohne Gegentreffer in Folge ein Ligarekord. Im Sommer 2023 verließ er den Verein und schloss sich dem Berliner Ligakonkurrenten BFC Dynamo an. Mit den Hohenschönhausenern gewann er 2025 den Landespokal und verließ anschließend den Klub. Im August 2025 schloss er sich dem Berlinligisten Berlin Türkspor 1965 an.

## Erfolge
Eintracht Frankfurt
- DFB-Pokalsieger: 2018

Würzburger Kickers
- Bayerischer Pokalsieger: 2019

VSG Altglienicke
- Berliner Landespokalsieger: 2020

 BFC Dynamo
- Berliner Landespokalsieger: 2025